# Lü Dai
Lü Dai (chinesisch 呂岱, * 161; † 256) war ein Offizier der chinesischen Wu-Dynastie zur Zeit der Drei Reiche. Er wurde im Jahr 226 von Sun Quan beauftragt, den Aufstand der Söhne des Provinzgouverneurs Shi Xie nach dessen Tod zu unterdrücken.